# Kolačno, Partizánske
Kolačno este o comună slovacă, aflată în districtul Partizánske din regiunea Trenčín, pe malul râului Drndava⁠(d). Localitatea se află la altitudinea de 238 m deasupra n.m., se întinde pe o suprafață de 21,31 km2 și în 2017 număra 895 de locuitori. Se învecinează cu comuna Veľké Uherce.

## Istoric
Localitatea Kolačno este atestată documentar din 1293.

## Demografie
| An:                | 1994 | 2004   | 2014   | 2024   |
| ------------------ | ---- | ------ | ------ | ------ |
| Număr de persoane: | 921  | 887    | 878    | 899    |
| Diferență:         |      | −3,69% | −1,01% | +2,39% |

| An:                | 2023 | 2024   |
| ------------------ | ---- | ------ |
| Număr de persoane: | 892  | 899    |
| Diferență:         |      | +0,78% |